# Protestantska teološka fakulteta na Dunaju
Protestantska teološka fakulteta (izvirno nemško Evangelisch-Theologische Fakultät), s sedežem na Dunaju, je fakulteta, ki je članica Univerze na Dunaju.